# Дестракшен-Бей
Дестракшен-Бей (англ. Destruction Bay) — громада на території Юкон, Канада, на 1083-ій милі Аляскинського шосе, на узбережжі озера Клуейн.